# Choroba Heinego-Medina
Choroba Heinego-Medina (potocznie heinemedina), polio, ostre nagminne porażenie dziecięce (łac. poliomyelitis anterior acuta), wirusowe zapalenie rogów przednich rdzenia kręgowego, H14 – wirusowa choroba zakaźna wywoływana przez wirusa polio, przenoszona drogą fekalno-oralną. Nazwa tej choroby wywodzi się od nazwisk dwóch uczonych, którzy tę chorobę opisali: Jakob Heine (w 1840 roku jako porażenie dziecięce) i Karl Oskar Medin (w 1890 roku jako ostrą chorobę zakaźną). Aby rozpoznać polio, należy wyizolować i zidentyfikować wirusa, czy jest to szczep dziki, czy to zakażenie poszczepienne wirusem po rewersji do pełnej wirulencji.

## Oficjalna nomenklatura
Obecnie obowiązująca nazwa choroby to ostre nagminne porażenie dziecięce (łac. poliomyelitis anterior acuta).

## Infekcja
Do organizmu wirus dostaje się drogą fekalno-oralną, a potem przez nabłonek jelit, gdzie się replikuje. Czas inkubacji to 9 do 12 dni. Następnie atakuje pobliskie węzły chłonne i układ krwionośny. Jest to wiremia pierwotna. Na tym etapie może dojść do wytworzenia przeciwciał, co hamuje rozwój zakażenia. Jest to tzw. zakażenie poronne. U osób, których organizmy nie opanowały pierwotnej wiremii, występuje wiremia wtórna, która jest znacznie bardziej nasilona. Wirusy rozprzestrzeniają się po całym organizmie. Receptory dla nich znajdują się w wielu komórkach, w tym w komórkach ośrodkowego układu nerwowego, głównie rogów przednich rdzenia kręgowego, rdzenia przedłużonego i mostu.

## Wirus
Struktura wirusa jest bardzo prosta, składa się z pojedynczego genomu RNA otoczonego kapsydem, tj. specyficzną powłoką białkową. Oprócz ochrony materiału genetycznego wirusa, białka kapsydu umożliwiają wirusowi polio zakażenie pewnych typów komórek. Zidentyfikowano trzy serotypy wirusa polio – wirusa polio: typ I (PV1), typ II (PV2) i typ III (PV3) – każdy z nieco innym białkiem kapsydu. Wszystkie trzy są niezwykle zjadliwe i dają te same objawy choroby przy czym typ I jest najczęściej spotykaną formą i najściślej związaną z paraliżem.

## Przebieg choroby
Przebieg choroby jest różny, od łagodnego do śmiertelnego:
- przebieg bezobjawowy – tak przebiega większość zakażeń poliowirusami.
- zakażenie poronne – występują objawy nieswoiste
- aseptyczne zapalenie opon mózgowo-rdzeniowych (nazywane „jałowym”) – występuje u około 1% zakażonych. Zapalenie ustępuje samoistnie i zwykle nie daje powikłań.
- postać porażenna – rozwija się u około 0,1% zakażonych:
  - postać rdzeniowa – charakteryzuje się porażeniami wiotkimi. Wirus atakuje motoneurony α. Powstałe porażenie jest zwykle asymetryczne. Zaatakowane są zwykle motoneurony grup mięśni proksymalnych (rzadziej dystalnych) kończyn dolnych (niekiedy również górnych). Mięśnie unerwiane przez zaatakowane neurony z czasem zanikają (jest to wynik braku troficznego wpływu acetylocholiny). W przypadku poliomyelitis utrata czucia zdarza się wyjątkowo rzadko, z tego powodu ten objaw z reguły wyklucza zakażenie poliowirusem.
  - postać opuszkowa – częstsza u dorosłych niż u dzieci. W tej postaci wirus atakuje struktury podstawy mózgu w tym jądra nerwów czaszkowych oraz ośrodek oddechowy i ośrodek krążenia w rdzeniu przedłużonym. Stanowi ona bezpośrednie zagrożenie życia.
  - postać opuszkowo-rdzeniowa – obejmuje zarówno rdzeń kręgowy i opuszkę (podstawę) mózgu. Rokowanie jest bardzo złe.
- zapalenie mózgu – bardzo rzadkie, ale zwykle śmiertelne.
- zespół poporażenny – tzw. zespół post-polio, występuje po 25–30 latach u 20–30% osób z przebytym porażeniem. Przyczyna nie jest poznana, ale zaobserwowano, że:
  - choroba obejmuje głównie mięśnie poprzednio względnie zaoszczędzone,
  - choroba postępuje na tyle wolno, że nie prowadzi do wyraźnego upośledzenia czynności mięśni.

## Historia

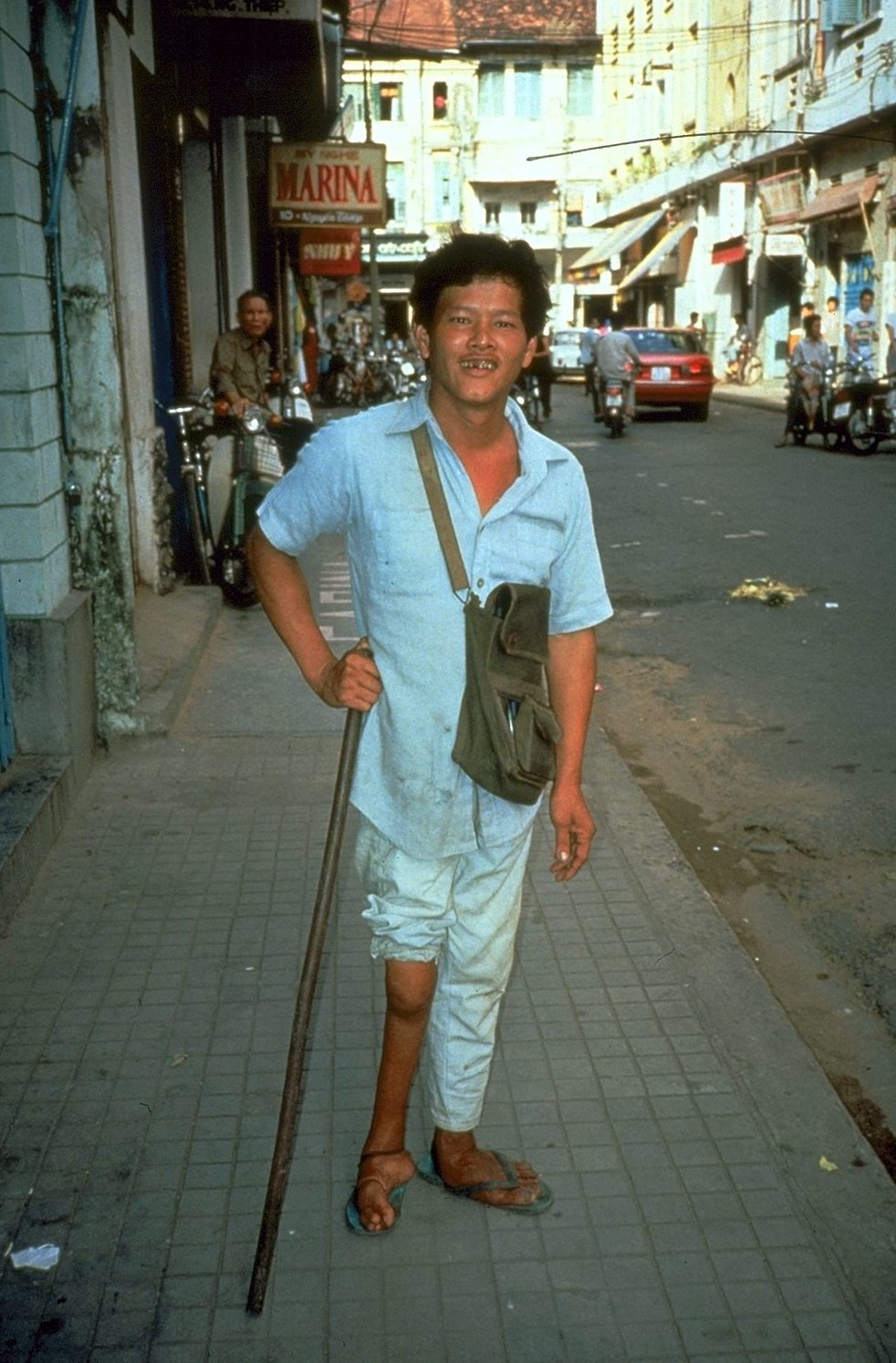
Mężczyzna na ulicy z atrofią i porażeniem prawej nogi i stopy z powodu polio

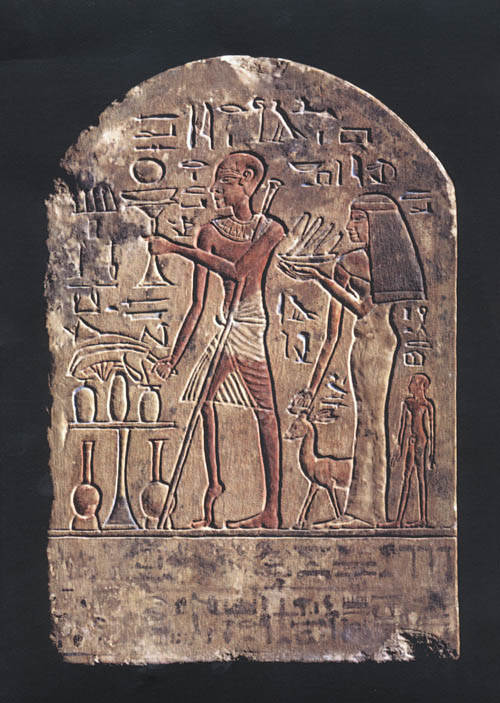
Egipska stela przedstawiającą prawdopodobnie ofiarę polio, 18. Dynastia (1403–1365 BC)

Objawy polio były znane od starożytności. Egipskie malowidła i rzeźby przedstawiają dorosłych ludzi z wiotkimi kończynami oraz dzieci chodzące o lasce. Pierwszego opisu klinicznego dokonał angielski lekarz Michael Underwood w 1789 roku jako „osłabienie kończyn dolnych”. Prace Jakoba Heinego z 1840 roku i Karla Oskara Medina z 1890 roku przyczyniły się do rozpowszechnienia nazwy choroba Heinego-Medina. Do XIX w. występowała sporadycznie, później nastąpiła pandemia, obejmująca głównie półkulę północną.
Liczba zachorowań spadła po wynalezieniu skutecznych szczepionek w latach 1950. i 1960. (patrz niżej), dzięki czemu polio zostało praktycznie wyeliminowane jako zagrożenie dla zdrowia publicznego w krajach uprzemysłowionych. Opanowanie choroby w krajach rozwijających się trwało dłużej, w skali światowej programy szczepień wdrożono dopiero w latach 1970. i dopiero wówczas opanowano epidemię polio w większości krajów.
W 1988 r., gdy ogłoszono „Globalną inicjatywę na rzecz eradykacji polio”, choroba dotykała na świecie ponad 1000 dzieci dziennie. Od tego czasu kosztem ponad 11 mld dolarów zaszczepiono ponad 2,5 mld dzieci w blisko 200 krajach. Od tamtego czasu liczba przypadków w 125 krajach na całym świecie spadła o 99% (z 350 000 w tamtym czasie).
Pierwszą kampanię szczepień w Stanach Zjednoczonych rozpoczęto w 1955 roku. W 1994 roku WHO uznała Amerykę za wolną od tej choroby, a w 2001 roku Europę (wcześniej były plany eradykacji do tegoż roku, później data została przesunięta do roku 2005). Obecnie w związku z tymi planami należy informować służby sanitarne danego kraju i WHO o każdym przypadku. Na początku 2014 roku choroba występowała endemicznie w Nigerii, Afganistanie i Pakistanie, a pojedyncze przypadki stwierdzano w Etiopii, Kamerunie, Kenii, Somalii i Syrii. W 2015 roku ogłoszono wyeliminowanie dzikiego szczepu polio typu II na całym świecie, jako że ostatni przypadek zakażenia stwierdzono w 1999 roku. W 2012 r. zanotowano natomiast ostatni przypadek zakażenia wirusem polio typu III.
Za odkrywcę doustnej szczepionki przeciwko polio uznaje się polskiego badacza działającego w USA, prof. Hilarego Koprowskiego.

## Szczepienia

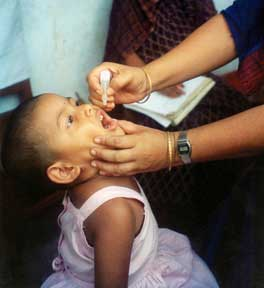
Szczepienie doustne szczepionką OPV

Pierwszą skuteczną szczepionką przeciwko polio była szczepionka Koprowskiego – podawana była doustnie i zawierała atenuowanego wirusa. 
Została wyparta przez szczepionkę Alberta Sabina. Obecnie stosuje się dwie szczepionki:
- szczepionka Salka (ang. IPV, inactivated poliovirus vaccine) – zawiera unieczynnione wirusy podawane pozajelitowo (iniekcja). Wywołuje tylko odpowiedź ogólnoustrojową, wirusy nie kolonizują nabłonka jelit i nie pobudzają produkcji odpowiedniej IgA.
- szczepionka Sabina (ang. OPV, oral poliovirus vaccine) – w zależności od ilości typów wirusa (I, II lub III) rozróżnia się: mOPV (monovalent OPV) lub tOPV (trivalent OPV) – jest to szczepionka zawierająca żywe, atenuowane wirusy. Jest podawana doustnie. Jej zaletą jest łatwiejsze podanie, co umożliwia skuteczniejsze szczepienia masowe (zwłaszcza w krajach rozwijających się, gdzie jest to choroba najczęstsza (ogniska endemiczne w Indiach, Pakistanie i Nigerii), a brakuje wykwalifikowanego personelu medycznego). Kolejna przewaga nad szczepionką Salka to wywołanie odporności nie tylko ogólnej, w wyniku przenikania wirusów do krwi, ale i miejscowej, którą stymuluje namnażanie się wirusa w enterocytach. Wirus atenuowany zakaża ponadto osoby nieszczepione na drodze fekalno-oralnej. Ze względu na znacznie większą liczbę szczepionych niż chorych teoretycznie szczep atenuowany powinien wypierać ze środowiska szczep dziki. Jej wadą jest możliwość rewersji do formy o pełnej wirulencji w czasie replikacji w enterocycie. Zachorowania poszczepienne zdarzają się jednak rzadko (3,8 przypadków na 10 milionów dawek).

W Polsce od 2001 r. odnotowano trzy przypadki zachorowania wywołane wirusem szczepionkowym (po jednym w 2008, 2009 i 2014). W „Programie szczepień ochronnych” stosowano szczepienia kombinowane. Najpierw szczepionka Salka (trzy dawki), a następne pojedyncza dawka szczepionki Sabina w 6. roku życia. Zgodnie z Programem Szczepień Ochronnych na 2016 rok, od 1 kwietnia 2016 roku dzieciom w 6 roku życia jest podawana wyłącznie inaktywowana szczepionka przeciw poliomyelitis (typ 1, 2 i 3 wirusa). Szczepionka inaktywowana podawana we wstrzyknięciu zastąpiła żywą szczepionkę doustną.

## Klasyfikacja ICD10
| kod ICD10     | nazwa choroby                                                         |
| ------------- | --------------------------------------------------------------------- |
| ICD-10: A80   | Ostre nagminne porażenie dziecięce                                    |
| ICD-10: A80.0 | Ostre nagminne porażenie poszczepienne                                |
| ICD-10: A80.1 | Ostre nagminne porażenie dziecięce, wirus dziki, importowany          |
| ICD-10: A80.2 | Ostre nagminne porażenie dziecięce, wirus dziki, tubylczy             |
| ICD-10: A80.3 | Inne i nieokreślone postacie ostrego nagminnego porażenia dziecięcego |
| ICD-10: A80.4 | Ostre nagminne porażenie dziecięce – postać nieporażenna              |
| ICD-10: A80.9 | Ostre nagminne porażenie dziecięce, nieokreślone                      |
| ICD-10: B91   | Następstwa nagminnego porażenia dziecięcego                           |